# Здания Экспедиции заготовления государственных бумаг
Здания Экспедиции заготовления государственных бумаг — памятник архитектуры. Расположен в Санкт-Петербурге, современный адрес — набережная р. Фонтанки, 144, 144А, Рижский проспект, 3, 5, 7, 9, 11.
Земля под производство была куплена в 1815 году. Строительство комплекса началось в 1818 году по плану Августина Августиновича Бетанкура. Первые здания симметричны, на Фонтанку выходит здание заводоуправление в стиле классицизма с двумя ризалитами, украшенными фронтонами и колоннами. Со стороны двора к заводоуправлению симметрично примыкают здания производства с просто украшенными фасадами — над циркульным завершением окон есть архивольты, у карнизов и между этажами есть тяги. Каре изначальной композиции замыкалось казармами для рабочих. Вместе с ростом производства приобретались новые участки, строились новые служебные здания и здания для служащих.
В 1856—1866 году прошла первая реконструкция фабрики по проекту Э. И. Жибера и с участием К. Я. Маевского. В 1891—1892 годах К. Я. Маевский построил на Рижском проспекте церковь св. Андрея Критского и начальную школу, в 1903 году Е. Р. Бах построил здания Технической школы подготовки мастеров (пять этажей, стоимость постройки 342 000 рублей) и Дом собрания рабочих и служащих. В 1905 году на набережной Фонтанки Е. Р. Бах построил здание типографии в рациональном стиле, со скупым членением фасада и крупными окнами. Комплекс заканчивался со стороны Дерптского переулка зданием фильтров, построенным в 1860-е годы из красного кирпича. Новые постройки создавались с учётом облика первых строений, поэтому создававшийся на протяжении долгого времени корпус сморится цельным (даже трансформаторная подстанция в стиле модерн на фоне более утилитарных зданий смотрится изящно, а не противоречиво).
В советское время интерьеры церкви были утрачены (так как в церкви и в бывшей начальной школе расположилось заводоуправление фабрики по производству фланели), были сделаны неупорядоченные пристройки. В 1990-е годы при ремонте и модернизации были разобраны производственный цех и здание фильтров (как исторические здания, не имеющие архитектурной ценности, но при условии подробной фотофиксации и архитектурных обмеров), сделаны новые постройки со стороны набережной и переулка. Решётки со стороны проспекта были отремонтированы в 2011—2012 годах, в 2021—2024 году прошла реставрация решётки со стороны реки, в конце января 2025 года на неё установили парные скульптуры двуглавых орлов.
В бывших казармах расположен архитектурно-строительный колледж. Церковь с 1923 года была клубом Гознака, с 2007 года, после ремонта, вновь освящена.

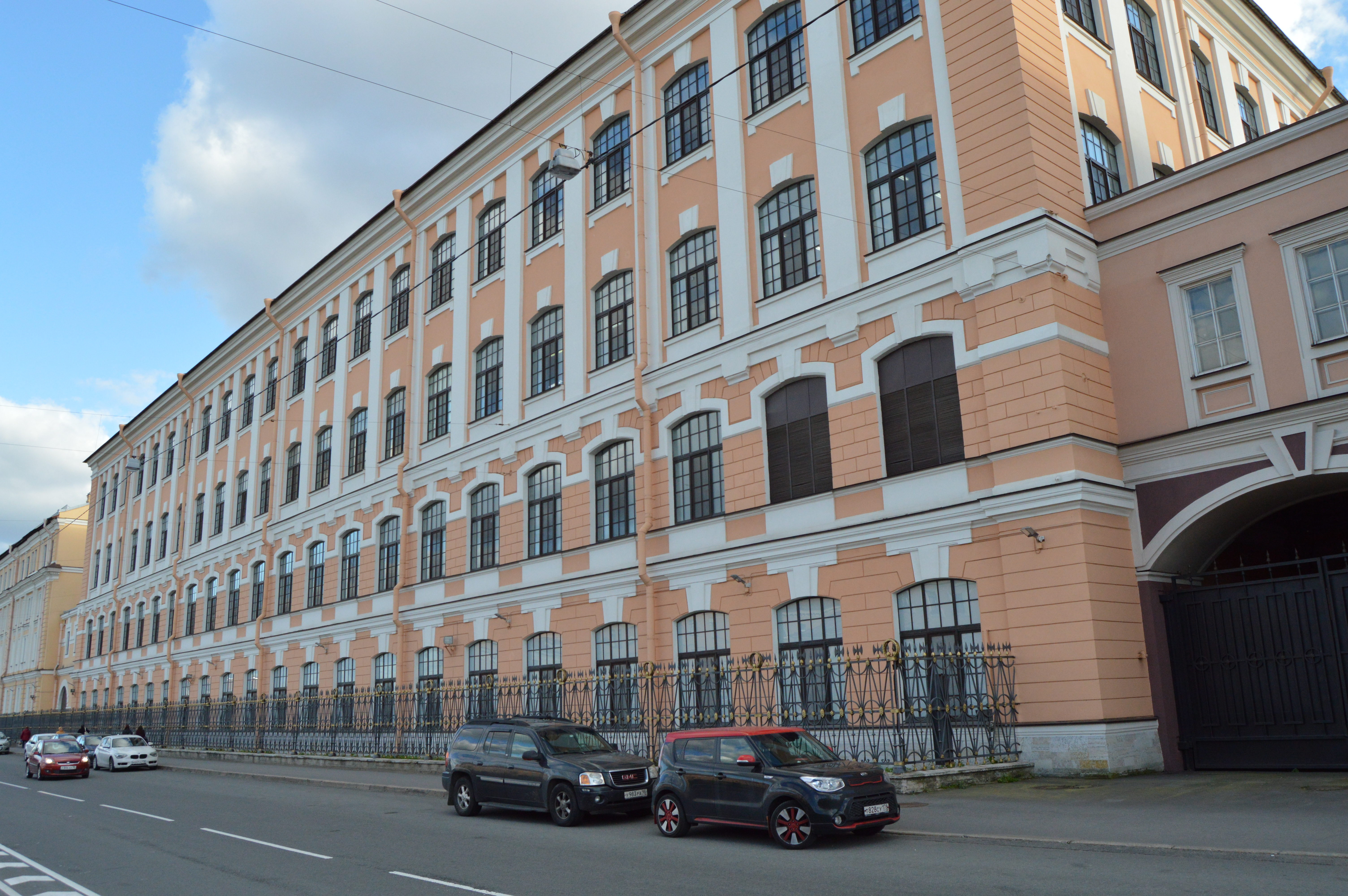
Здание типографии и историческая ограда, вид с Фонтанки
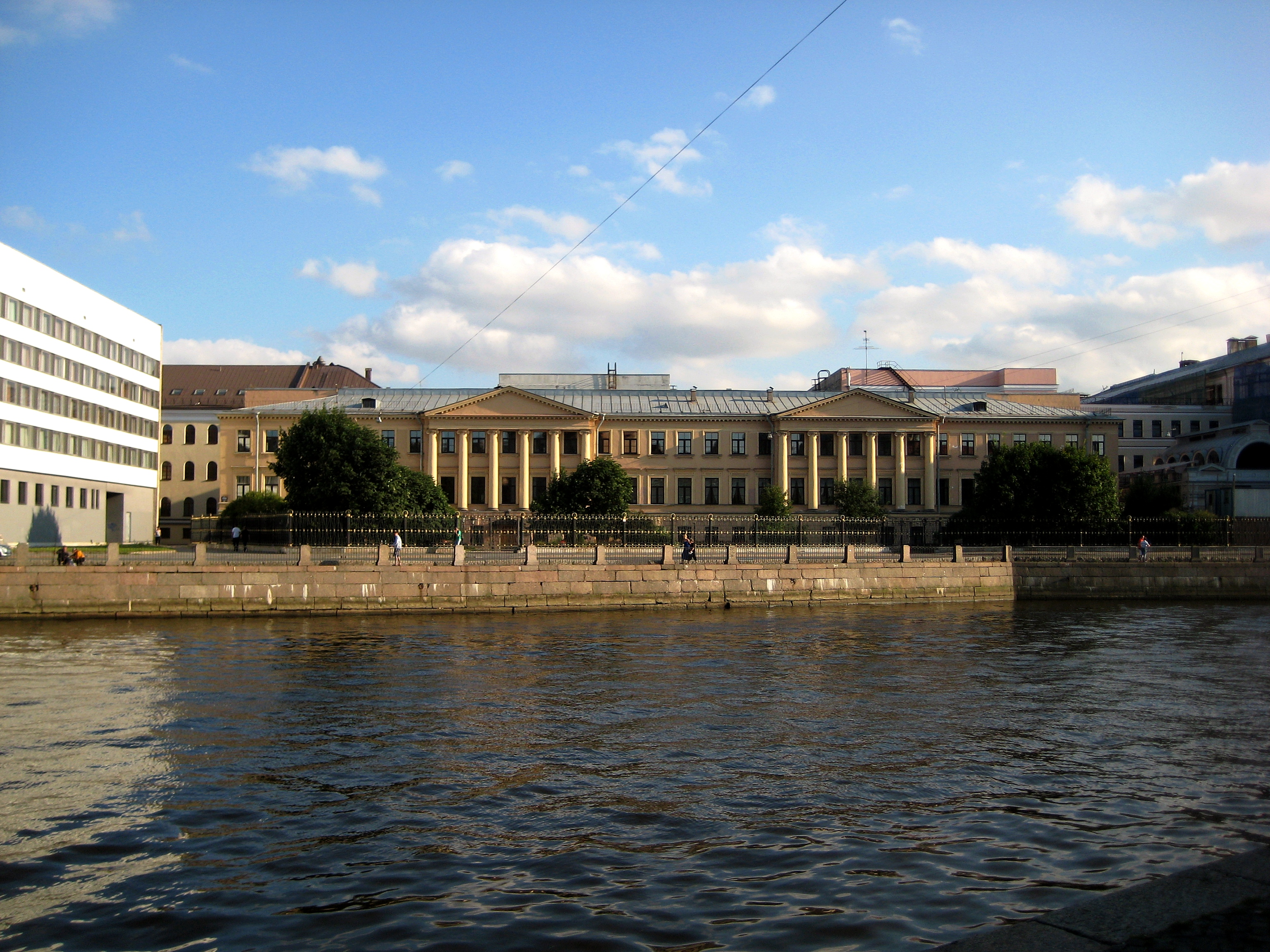
Заводоуправление
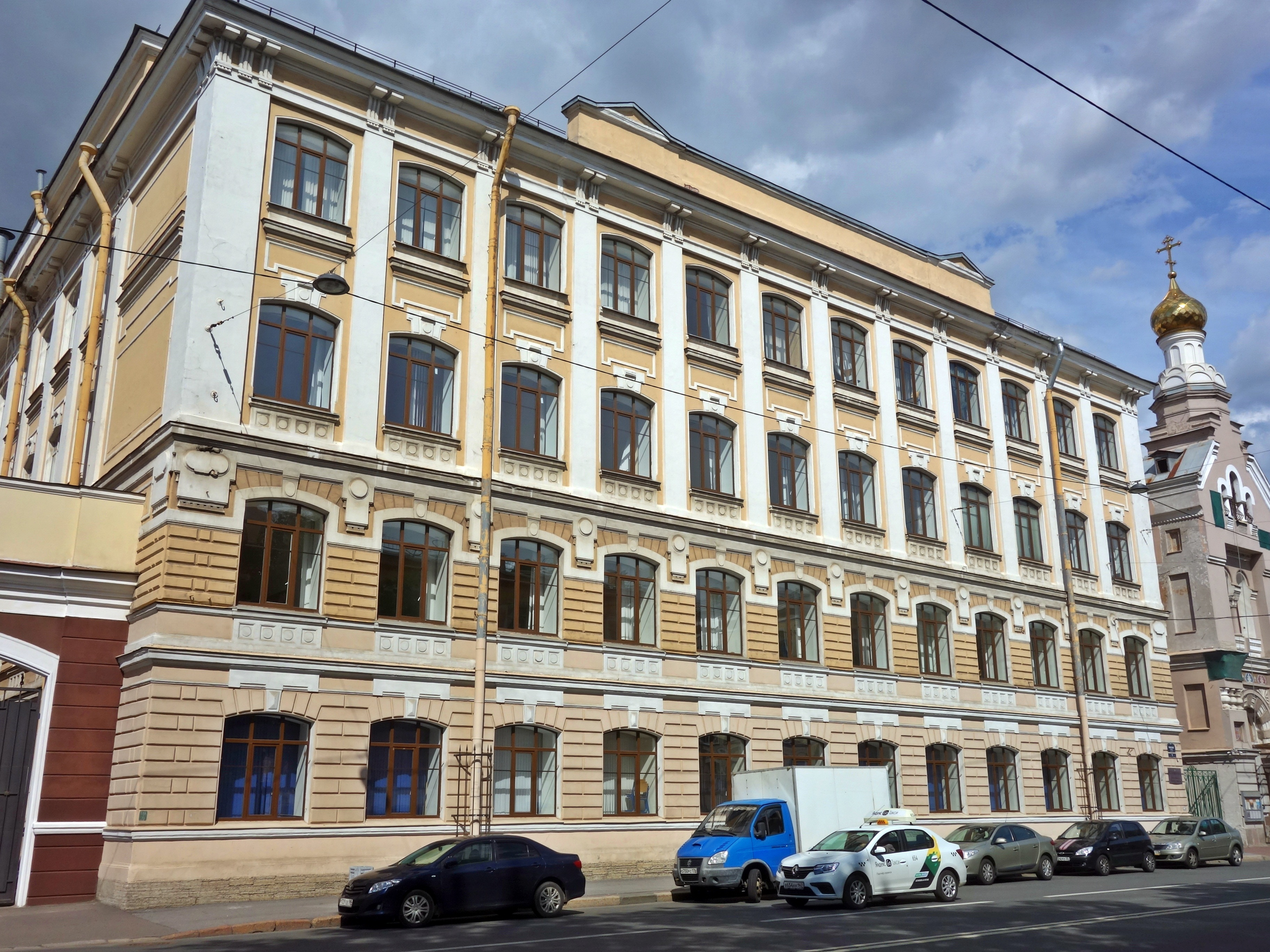
Техническая школа и церковь, Рижский проспект
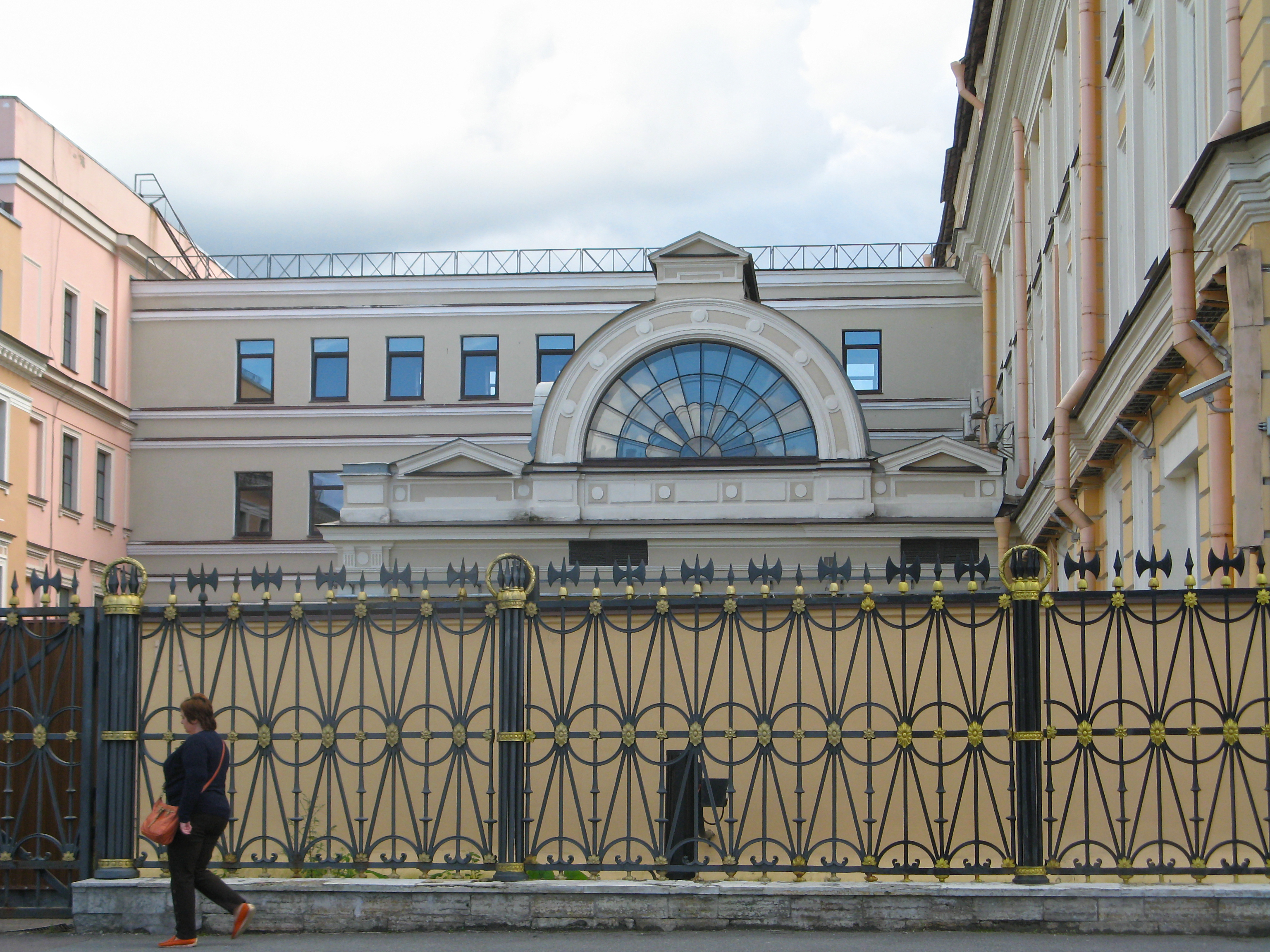
Трансформаторная подстанция и историческая ограда